# Magnus Nordengen Knudsen
Magnus Nordengen Knudsen (Oslo, 2001. június 15. –) norvég korosztályos válogatott labdarúgó, a dán Aarhus középpályása kölcsönben az orosz Rosztov csapatától.

## Pályafutása

### Klubcsapatokban
Knudsen Norvégia fővárosában, Oslóban született. Az ifjúsági pályafutását a Lillestrøm akadémiájánál kezdte.
2019-ben mutatkozott be a Lillestrøm első osztályban szereplő felnőtt keretében. A 2021-es szezon első felében a másodosztályú Ullensaker/Kisánál szerepelt kölcsönben. 2022. január 3-án 4½ éves szerződést kötött az orosz első osztályban érdekelt Rosztov együttesével. 2022 és 2024 között a norvég Lillestrøm és a dán Aarhus csapatát erősítette kölcsönben.

### A válogatottban
Knudsen az U18-as, az U19-es és az U20-as korosztályú válogatottakban is képviselte Norvégiát.

## Statisztikák
2023. június 11. szerint
| Klub                         | Szezon   | Osztály      | Bajnokság | Bajnokság | Kupa  | Kupa | Nemzetközi | Nemzetközi | Összesen | Összesen |
| Klub                         | Szezon   | Osztály      | Meccs     | Gól       | Meccs | Gól  | Meccs      | Gól        | Meccs    | Gól      |
| ---------------------------- | -------- | ------------ | --------- | --------- | ----- | ---- | ---------- | ---------- | -------- | -------- |
| Lillestrøm                   | 2019     | Eliteserien  | 1         | 0         | 1     | 0    | —          | —          | 2        | 0        |
| Lillestrøm                   | 2020     | OBOS-ligaen  | 25        | 1         | 0     | 0    | —          | —          | 25       | 1        |
| Lillestrøm                   | 2021     | Eliteserien  | 19        | 0         | 1     | 0    | —          | —          | 20       | 0        |
| Lillestrøm                   | Összesen | Összesen     | 45        | 1         | 2     | 0    | 0          | 0          | 47       | 1        |
| Ullensaker/Kisa (kölcsönben) | 2021     | OBOS-ligaen  | 11        | 0         | 0     | 0    | —          | —          | 11       | 0        |
| Rosztov                      | 2021–22  | Premjer Liga | 1         | 0         | 0     | 0    | —          | —          | 1        | 0        |
| Lillestrøm (kölcsönben)      | 2022     | Eliteserien  | 27        | 3         | 1     | 0    | 4          | 1          | 32       | 4        |
| Lillestrøm (kölcsönben)      | 2023     | Eliteserien  | 10        | 0         | 5     | 0    | —          | —          | 15       | 0        |
| Lillestrøm (kölcsönben)      | Összesen | Összesen     | 37        | 3         | 6     | 0    | 4          | 1          | 47       | 4        |
| Összesen                     | Összesen | Összesen     | 94        | 4         | 8     | 0    | 4          | 1          | 106      | 5        |

## Sikerei, díjai
Lillestrøm
- OBOS-ligaen
  - Feljutó (1): 2020

- Norvég Kupa
  - Döntős (1): 2022–23